# Amalocalyx microlobus
Amalocalyx es un género monotípico de fanerógamas perteneciente a la familia Apocynaceae. Su única  especie.: Amalocalyx microlobus Pierre es originaria de China en Yunan hasta Indochina en Laos, Birmania, Tailandia y Vietnam.

## Descripción
Es una liana que alcanza hasta los 10 m de longitud, densamente vellosas cuando son jóvenes, glabras cuando son adultas. Las hojas con pecíolo de 1-3 cm, limbo de la hoja ampliamente obovada o elíptica, de 5-15 x 2-10,5 cm, base truncada o  cordada, nervios laterales de 8 o 9 pares. Las flores con la corola blanquecina en el exterior y de color rosa a púrpura en el interior.

## Taxonomía
Amalocalyx microlobus fue descrita por Pierre ex Spire y publicado en Contribution a l'etude des Apocynees 93–101, pl. 23–24, f. 8. 1905.
Sinónimos
- Amalocalyx yunnanensis Tsiang (1939).
- Amalocalyx burmanicus Chatterjee (1940).[2]